# Поросино
Поро́сино (рос. Поросино) — присілок у складі Томського району Томської області, Росія. Входить до складу Зоркальцевського сільського поселення.

## Населення
Населення — 921 особа (2010; 917 у 2002).
Національний склад (станом на 2002 рік):
- росіяни — 95 %